# 磐田市立磐田第一中学校
磐田市立磐田第一中学校（いわたしりつ いわただいいちちゅうがっこう）は静岡県磐田市国府台にある、磐田市立磐田中部小学校と磐田市立磐田西小学校の一貫校である。通称「一中」である。

## 特色など
校訓
- 平和を誇れ
- 真理を啓け
- 文化を創れ

生徒信条
- 1つ　私は知識を磨くため自主的に学習する生徒になります
- 1つ　私は花の美しさも人情の美しさもわかる生徒になります
- 1つ　私はたくましいからだと旺盛な精神力をもつ生徒になります

校訓・生徒信条は朝、絶対に各クラスで唱和する事になっている。
学校教育目標
- 未来を拓く力をもつ生徒を育てる

## 学校行事
- 4月
  - 入学式
  - 始業式
  - 避難訓練
  - 携帯電話安心安全教室
- 5月
  - 3年修学旅行
  - 1年自然探究学習
  - 2年地域探究学習
  - 交通安全教室
  - 地区体育大会・音楽発表会
  - 3年進路学習会
- 6月
  - 学級目標発表会
  - 磐周大会
- 7月
  - 磐周大会
  - 終業式
- 8月
  - 始業式
  - 防災訓練
- 9月
  - 体育大会
- 10月
  - 総合的な学習の時間1日活動日
  - 生徒大会
- 11月
  - 合唱コンクール
- 12月
  - 終業式
- 1・2月
  - 始業式
  - 防災訓練
  - 新入生説明会
  - 3年面接練習
  - 入試説明会
- 3月
  - 3年生を送る会
  - 卒業式
  - 修了式
  - 離任式

## 部活動

### 運動部
- 野球部（学校での活動）
- サッカー部（学校での活動）
- 男子ソフトテニス部（学校での活動）
- 女子ソフトテニス部（学校での活動）
- 男子バスケットボール部（学校での活動）
- 女子バスケットボール部（学校での活動）
- 女子バレー部（中泉交流センターでの活動）
- 男子卓球部（学校での活動）
- 女子卓球部（学校での活動）
- 陸上部（磐田市陸上競技場での活動）
- 剣道部（学校での活動）
- 柔道部（学校での活動）
- 水泳部（学校での活動は大会のみ）

### 文化部
- 吹奏楽部（学校での活動）
- 美術部（学校での活動）

## アクセス
- 遠鉄バス10・31磐田市立病院福田線、30磐田天竜線、80中ノ町磐田線、21城之崎線「磐田市役所」停留所から、徒歩約5分。
- 自主運行バス（秋葉バスサービス）磐田線「市役所前」停留所から、徒歩約5分。※平日のみ運行。
- 磐田市生活バス路線掛塚磐田駅線（北高系統）「磐田市役所」停留所から、徒歩約5分。※平日・土曜のみ運行（年末年始は全便運休）。